# Campeonato Mundial de Fórmula 1 de 2001
O Campeonato Mundial de Fórmula 1 de 2001 foi a 52° temporada da Fórmula 1 realizada pela FIA. Teve como campeão o alemão Michael Schumacher, da Ferrari, sendo vice-campeão o escocês David Coulthard, da McLaren. O alemão se sagrou tetracampeão da categoria, se igualando a Alain Prost e ficando a apenas um título de alcançar o penta de Fangio, que na época era o recordista. Esse título foi conquistando com relativa facilidade, principalmente pelo fato de Mika Häkkinen, seu rival nos últimos anos, estar desmotivado naquela temporada, enfrentando problemas pessoais. David Coulthard acabou não sendo um rival a altura, apesar do bom início de temporada.

## Relatório
Schumacher começou com uma vitória no GP da Austrália, em Melbourne, que acabou marcado pela morte de um comissário após um acidente envolvendo Ralf, o irmão de Schumacher, e Jaqcues Villeneuve. A segunda etapa foi o GP da Malásia, que acabou se tornando uma corrida maluca após uma chuva torrencial começar logo na largada. Schumacher e Rubinho, que vinham liderando a prova, derraparam numa curva e quase abandonaram, caindo para trás e dando show, fazendo a dobradinha com Shumacher em primeiro, e mostrando que o alemão era realmente o grande piloto de seu tempo. O GP do Brasil, terceira etapa, foi uma corrida também bastante confusa, onde Rubens acabou abandonando após um choque com Ralf Schumacher, novamente frustrando a torcida. A corrida foi marcada por outros incidentes, como quando o holandês Jos Verstappen tirou o jovem Juan Pablo Montoya da corrida quando este liderava. Coulthard acabou vencendo a prova, com o alemão em segundo. Em Ímola, o alemão acabou tendo problemas na sua Ferrari e abandonou a prova, mas pelo menos pôde comemorar com seu irmão Ralf, que venceu pela primeira vez, acabando com um jejum de 4 anos sem vitórias da Willams. Coulthard chegou em segundo e empatou com o alemão em pontos, dando a impressão que brigaria pelo título, mas parou por aí. A corrida seguinte foi o sempre monótono GP da Espanha, onde Mika Häkkinen tomou a ponta e caminhava para uma tranquila vitória, até o motor de sua McLaren estourar no final. A vitória caiu no colo de Schumacher, que abriu distância no campeonato. Na Áustria, Coulthard voltou a vencer, mas o centro das atenções acabou na polêmica em torno da Ferrari, quando Rubens Barrichello abriu caminho para Shumacher chegar em segundo, somando mais pontos, no que acabaria se mostrando desnecessário futuramente. Em Mônaco, Schumacher voltou a contar com a sorte, quando o pole David Coulthard deixou o carro morrer e teve de largar em último, deixando o caminho livre para o alemão, com Rubinho chegando em segundo. No Canadá, a vitória ficou com Ralf Schumacher, que fez muita festa ao lado de seu irmão, que chegou em segundo. Foi a primeira dobradinha de irmãos da história da Fórmula 1, com Mika Häkkinen chegando em terceiro e conquistando seu primeiro pódio naquele ano. Com o abandono de Coulthard, Schumacher disparava na liderança. O alemão voltou a vencer diante de sua torcida, no GP da Europa, emendando com uma vitória na França. No GP da Inglaterra, Mika Häkkinen finalmente espantou a má fase e venceu, com o alemão em segundo e abrindo mais vantagem na liderança. Schumacher estava diante da possibilidade de conquistar o tetra em casa, no último GP da Alemanha do antigo traçado de Hockenheingring, mas na largada deixou seu carro morrer e foi atingido por trás pela Prost de Luciano Burti. A largada foi abortada e Schumacher correu com o carro reserva, mas este deu problema e o alemão abandonou. Para a torcida local, restou o consolo de ver Ralf Schumacher vencer em casa, e como David Coulthard também abandonou, a situação ficou inalterada. O tetra se confirmou no GP da Hungria, uma corrida sem grandes emoções, onde Schumacher venceu e igualou as 51 vitórias de Prost. O recorde foi batido na etapa seguinte, em SPA, que ficou marcada pelo forte acidente sofrido pelo brasileiro Luciano Burti, que escapou na Eau Rouge e bateu forte no muro. O GP da Itália, em Monza, foi disputado sob um clima tenso, pois foi na semana dos atentados nos EUA e também naquele fim de semana, o ex piloto de F1 Alessandro Zanardi sofreu um acidente que lhe tirou as duas pernas. A festa estava armada para a Ferrari, que corria em casa, mas a vitória acabou com o colombiano Juan Pablo Montoya, companheiro de Ralf na Williams. A penúltima etapa foi o GP dos EUA, em Indianápolis, onde Mika Häkkinen venceu pela última vez na fórmula 1, na despedida do mexicano Jo Ramirez, coordenador da equipe, que foi campeão com Lauda, Prost, Senna e Hakkinen. O encerramento da temporada foi no GP do Japão, uma corrida sem grandes emoções que terminou com vitória de Schumacher, o grande campeão do ano. A temporada também marcou a despedida do veterano piloto francês Jean Alesi, que estava na Fórmula 1 desde 1989, da equipe Prost, que abriu falência, e da Benetton, equipe onde Schumacher conquistou seus 2 primeiros títulos, que foi comprada pela Renault. 5 pilotos brasileiros disputaram essa temporada: Rubens Barrichello, em seu segundo ano de Ferrari, apesar de não vencer nenhuma corrida, foi ao pódio dez vezes e ficou em terceiro no campeonato. Esteve perto de vencer em Monza, mas uma trapalhada da equipe nos boxes o fez perder tempo, e nos EUA, onde o motor quebrou. Luciano Burti disputou as 4 primeiras etapas pela Jaguar, depois foi para a Prost e o acidente em SPA acabou tirando-o do restante da temporada. Com a quebra da equipe, acabou ficando sem vaga no grid e se tornou piloto de testes da Ferrari. Enrique Bernoldi estreou pilotando a Arrows, mas pouco pôde fazer com um carro ruim e acabou não pontuando. O mesmo aconteceu com Tarso Marques na Minardi, que acabou sendo trocado nas corridas finais pelo malaio Alex Yoong. Por fim, Ricardo Zonta disputou duas provas pela Jordan, substituindo Harald Frentzen no Canadá e na Alemanha.

## Pilotos e Construtores
Os três primeiros colocados da temporada de 2001:
| Campeão            | Vice-campeão     | 3º Lugar           |
|                    |                  |                    |
| Michael Schumacher | David Coulthard  | Rubens Barrichello |
| Ferrari            | McLaren-Mercedes | Ferrari            |

| Equipe                      | Construtor       | Chassis    | Motor                                   | Pneus | No | Piloto                | Rodadas  | Piloto(s) de testes                                         |
| --------------------------- | ---------------- | ---------- | --------------------------------------- | ----- | -- | --------------------- | -------- | ----------------------------------------------------------- |
| Scuderia Ferrari Marlboro   | Ferrari          | F2001      | Ferrari 050 3.0 V10                     | B     | 1  | Michael Schumacher    | Todas    | Luca Badoer                                                 |
| Scuderia Ferrari Marlboro   | Ferrari          | F2001      | Ferrari 050 3.0 V10                     | B     | 2  | Rubens Barrichello    | Todas    | Luca Badoer                                                 |
| West McLaren Mercedes       | McLaren-Mercedes | MP4-16     | Mercedes FO110K 3.0 V10                 | B     | 3  | Mika Häkkinen         | Todas    | Alexander Wurz                                              |
| West McLaren Mercedes       | McLaren-Mercedes | MP4-16     | Mercedes FO110K 3.0 V10                 | B     | 4  | David Coulthard       | Todas    | Alexander Wurz                                              |
| BMW Williams F1 Team        | Williams-BMW     | FW23       | BMW P80 3.0 V10                         | M     | 5  | Ralf Schumacher       | Todas    | Marc Gené                                                   |
| BMW Williams F1 Team        | Williams-BMW     | FW23       | BMW P80 3.0 V10                         | M     | 6  | Juan Pablo Montoya    | Todas    | Marc Gené                                                   |
| Mild Seven Benetton Renault | Benetton-Renault | B201       | Renault RS21 3.0 V10                    | M     | 7  | Giancarlo Fisichella  | Todas    | Mark Webber                                                 |
| Mild Seven Benetton Renault | Benetton-Renault | B201       | Renault RS21 3.0 V10                    | M     | 8  | Jenson Button         | Todas    | Mark Webber                                                 |
| Lucky Strike BAR Honda      | BAR-Honda        | 003        | Honda RA001E 3.0 V10                    | B     | 9  | Olivier Panis         | Todas    | Anthony Davidson Darren Manning Patrick Lemarié Takuma Sato |
| Lucky Strike BAR Honda      | BAR-Honda        | 003        | Honda RA001E 3.0 V10                    | B     | 10 | Jacques Villeneuve    | Todas    | Anthony Davidson Darren Manning Patrick Lemarié Takuma Sato |
| B&H Jordan Honda            | Jordan-Honda     | EJ11       | Honda RA001E 3.0 V10                    | B     | 11 | Heinz-Harald Frentzen | 1-7/9-11 | Ricardo Zonta                                               |
| B&H Jordan Honda            | Jordan-Honda     | EJ11       | Honda RA001E 3.0 V10                    | B     | 11 | Ricardo Zonta         | 8, 12    | Ricardo Zonta                                               |
| B&H Jordan Honda            | Jordan-Honda     | EJ11       | Honda RA001E 3.0 V10                    | B     | 11 | Jarno Trulli          | 13-17    | Ricardo Zonta                                               |
| B&H Jordan Honda            | Jordan-Honda     | EJ11       | Honda RA001E 3.0 V10                    | B     | 12 | Jarno Trulli          | 1-12     | Ricardo Zonta                                               |
| B&H Jordan Honda            | Jordan-Honda     | EJ11       | Honda RA001E 3.0 V10                    | B     | 12 | Jean Alesi            | 13-17    | Ricardo Zonta                                               |
| Orange Arrows Asiatech      | Arrows-Asiatech  | A22        | Asiatech (Peugeot rebatizados) 001      | B     | 14 | Jos Verstappen        | Todas    | Johnny Herbert                                              |
| Orange Arrows Asiatech      | Arrows-Asiatech  | A22        | Asiatech (Peugeot rebatizados) 001      | B     | 15 | Enrique Bernoldi      | Todas    | Johnny Herbert                                              |
| Red Bull Sauber Petronas    | Sauber-Petronas  | C20        | Petronas 01A (Ferrari Type 049C)        | B     | 16 | Nick Heidfeld         | Todas    | Felipe Massa                                                |
| Red Bull Sauber Petronas    | Sauber-Petronas  | C20        | Petronas 01A (Ferrari Type 049C)        | B     | 17 | Kimi Räikkönen        | Todas    | Felipe Massa                                                |
| Jaguar Racing               | Jaguar-Cosworth  | R2         | Cosworth CR-3 3.0 V10                   | M     | 18 | Eddie Irvine          | Todas    | Tomas Scheckter André Lotterer James Courtney               |
| Jaguar Racing               | Jaguar-Cosworth  | R2         | Cosworth CR-3 3.0 V10                   | M     | 19 | Luciano Burti         | 1-4      | Tomas Scheckter André Lotterer James Courtney               |
| Jaguar Racing               | Jaguar-Cosworth  | R2         | Cosworth CR-3 3.0 V10                   | M     | 19 | Pedro de la Rosa      | 5-17     | Tomas Scheckter André Lotterer James Courtney               |
| European Minardi F1         | Minardi-European | PS01 PS01B | European PS 01 (Ford Zetec-R)           | M     | 20 | Tarso Marques         | 1-14     | Alex Yoong Andrea Piccini Tarso Marques                     |
| European Minardi F1         | Minardi-European | PS01 PS01B | European PS 01 (Ford Zetec-R)           | M     | 20 | Alex Yoong            | 15-17    | Alex Yoong Andrea Piccini Tarso Marques                     |
| European Minardi F1         | Minardi-European | PS01 PS01B | European PS 01 (Ford Zetec-R)           | M     | 21 | Fernando Alonso       | Todas    | Alex Yoong Andrea Piccini Tarso Marques                     |
| Prost Acer                  | Prost-Acer       | AP04       | Acer 01A (Ferrari Type 049C rebatizado) | M     | 22 | Jean Alesi            | 1-12     | Stephane Sarrazin Pedro de la Rosa                          |
| Prost Acer                  | Prost-Acer       | AP04       | Acer 01A (Ferrari Type 049C rebatizado) | M     | 22 | Heinz-Harald Frentzen | 13-17    | Stephane Sarrazin Pedro de la Rosa                          |
| Prost Acer                  | Prost-Acer       | AP04       | Acer 01A (Ferrari Type 049C rebatizado) | M     | 23 | Gastón Mazzacane      | 1-4      | Stephane Sarrazin Pedro de la Rosa                          |
| Prost Acer                  | Prost-Acer       | AP04       | Acer 01A (Ferrari Type 049C rebatizado) | M     | 23 | Luciano Burti         | 5-14     | Stephane Sarrazin Pedro de la Rosa                          |
| Prost Acer                  | Prost-Acer       | AP04       | Acer 01A (Ferrari Type 049C rebatizado) | M     | 23 | Tomáš Enge            | 15-17    | Stephane Sarrazin Pedro de la Rosa                          |

### Mudanças de pilotos
No campeonato de 2001, muitos pilotos trocaram de equipes antes do começo e mesmo depois de começado, como indica a tabela abaixo:
|                       | Começo do campeonato | Começo do campeonato      | Começo do campeonato | Começo do campeonato        | Durante o campeonato | Durante o campeonato   |
| Piloto                | Antes                | Antes                     | Depois               | Depois                      | Durante o campeonato | Durante o campeonato   |
| Piloto                | Equipe               | Posição                   | Equipe               | Posição                     | Equipe               | Posição                |
| Olivier Panis         | McLaren              | Piloto de Testes          | BAR                  | Piloto de Corrida           |                      |                        |
| Ricardo Zonta         | BAR                  | Piloto de Corrida         | Jordan               | Piloto de Testes            | Jordan               | Piloto de Corrida      |
| Jenson Button         | Williams             | Piloto de Corrida         | Benetton             | Piloto de Corrida           |                      |                        |
| Alexander Wurz        | Benetton             | Piloto de Corrida         | McLaren              | Piloto de Testes            |                      |                        |
| Juan Pablo Montoya    | -                    | Piloto da Champ Car       | Williams             | Piloto de Corrida           |                      |                        |
| Marc Gené             | Minardi              | Piloto de Corrida         | Williams             | Piloto de Testes            |                      |                        |
| Gastón Mazzacane      | Minardi              | Piloto de Corrida         | Prost                | Piloto de Corrida           | -                    | Liberado               |
| Nick Heidfeld         | Prost                | Piloto de Corrida         | Sauber               | Piloto de Corrida           |                      |                        |
| Fernando Alonso       | -                    | Piloto da Fórmula 3000    | Minardi              | Piloto de Corrida           |                      |                        |
| Tarso Marques         | -                    | Piloto de Indianápolis    | Minardi              | Piloto de Corrida           | Minardi              | Piloto de Testes       |
| Mika Salo             | Sauber               | Piloto de Corrida         | Toyota               | Trabalho no desenvolvimento |                      |                        |
| Pedro Diniz           | Sauber               | Piloto de Corrida         | Prost                | Administração               |                      |                        |
| Kimi Räikkönen        | -                    | Piloto da Fórmula Renault | Sauber               | Piloto de Corrida           |                      |                        |
| Johnny Herbert        | Jaguar               | Piloto de Corrida         | Arrows               | Piloto de Testes            |                      |                        |
| Luciano Burti         | Jaguar               | Piloto de Testes          | Jaguar               | Piloto de Corrida           | Prost                | Piloto de Corrida      |
| Pedro de la Rosa      | Arrows               | Piloto de Corrida         | Prost                | Piloto de Testes            | Jaguar               | Piloto de Corrida      |
| Enrique Bernoldi      | -                    | Piloto da Fórmula 3000    | Arrows               | Piloto de Corrida           |                      |                        |
| Jean Alesi            | Prost                | Piloto de Corrida         | Prost                | Piloto de Corrida           | Jordan               | Piloto de Corrida      |
| Heinz-Harald Frentzen | Jordan               | Piloto de Corrida         | Jordan               | Piloto de Corrida           | Prost                | Piloto de Corrida      |
| Alex Yoong            | -                    | Piloto da Fórmula Nippon  | -                    | Piloto da Fórmula Nippon    | Minardi              | Piloto de Corrida      |
| Tomáš Enge            | -                    | Piloto da Fórmula 3000    | -                    | Piloto da Fórmula 3000      | Prost                | Piloto de Corrida      |
| Tomas Scheckter       | Jaguar               | Piloto de Testes          | Jaguar               | Piloto de Testes            | -                    | Piloto da Fórmula Indy |

## Calendário
| Prova | Grande Prêmio      | Data           | Local                                      |
| ----- | ------------------ | -------------- | ------------------------------------------ |
| 1     | GP da Austrália    | 4 de Março     | Melbourne Grand Prix Circuit, Melbourne    |
| 2     | GP da Malásia      | 18 de Março    | Sepang International Circuit, Kuala Lumpur |
| 3     | GP do Brasil       | 1 de Abril     | Autódromo José Carlos Pace, São Paulo      |
| 4     | GP de San Marino   | 15 de Abril    | Autodromo Enzo e Dino Ferrari, Imola       |
| 5     | GP da Espanha      | 29 de Abril    | Circuit de Catalunya, Barcelona            |
| 6     | GP da Áustria      | 13 de Maio     | A1-Ring, Spielberg                         |
| 7     | GP de Mônaco       | 27 de Maio     | Circuit de Monaco, Monte Carlo             |
| 8     | GP do Canadá       | 10 de Junho    | Circuit Gilles Villeneuve, Montreal        |
| 9     | GP da Europa       | 24 de Junho    | Nürburgring, Nürburg                       |
| 10    | GP da França       | 1 de Julho     | Circuit de Nevers Magny-Cours, Magny-Cours |
| 11    | GP da Grã-Bretanha | 15 de Julho    | Silverstone Circuit, Silverstone           |
| 12    | GP da Alemanha     | 29 de Julho    | Hockenheimring, Hockenheim                 |
| 13    | GP da Hungria      | 19 de Agosto   | Hungaroring, Budapeste                     |
| 14    | GP da Bélgica      | 2 de Setembro  | Circuit de Spa-Francorchamps, Stavelot     |
| 15    | GP da Itália       | 16 de Setembro | Autodromo Nazionale Monza, Monza           |
| 16    | GP dos EUA         | 30 de Setembro | Indianapolis Motor Speedway, Speedway      |
| 17    | GP do Japão        | 14 de Outubro  | Suzuka Circuit, Suzuka                     |

## Resultados e classificações

### Grandes Prêmios
| GP | Grande Prêmio      | Pole Position      | Volta mais rápida  | Vencedor           | Equipe           | Descrição |
| -- | ------------------ | ------------------ | ------------------ | ------------------ | ---------------- | --------- |
| 1  | GP da Austrália    | Michael Schumacher | Michael Schumacher | Michael Schumacher | Ferrari          | Detalhes  |
| 2  | GP da Malásia      | Michael Schumacher | Mika Häkkinen      | Michael Schumacher | Ferrari          | Detalhes  |
| 3  | GP do Brasil       | Michael Schumacher | Ralf Schumacher    | David Coulthard    | McLaren-Mercedes | Detalhes  |
| 4  | GP de San Marino   | David Coulthard    | Ralf Schumacher    | Ralf Schumacher    | Williams-BMW     | Detalhes  |
| 5  | GP da Espanha      | Michael Schumacher | Michael Schumacher | Michael Schumacher | Ferrari          | Detalhes  |
| 6  | GP da Áustria      | Michael Schumacher | David Coulthard    | David Coulthard    | McLaren-Mercedes | Detalhes  |
| 7  | GP de Mônaco       | David Coulthard    | David Coulthard    | Michael Schumacher | Ferrari          | Detalhes  |
| 8  | GP do Canadá       | Michael Schumacher | Ralf Schumacher    | Ralf Schumacher    | Williams-BMW     | Detalhes  |
| 9  | GP da Europa       | Michael Schumacher | Juan Pablo Montoya | Michael Schumacher | Ferrari          | Detalhes  |
| 10 | GP da França       | Ralf Schumacher    | David Coulthard    | Michael Schumacher | Ferrari          | Detalhes  |
| 11 | GP da Grã-Bretanha | Michael Schumacher | Mika Häkkinen      | Mika Häkkinen      | McLaren-Mercedes | Detalhes  |
| 12 | GP da Alemanha     | Juan Pablo Montoya | Juan Pablo Montoya | Ralf Schumacher    | Williams-BMW     | Detalhes  |
| 13 | GP da Hungria      | Michael Schumacher | Mika Häkkinen      | Michael Schumacher | Ferrari          | Detalhes  |
| 14 | GP da Bélgica      | Juan Pablo Montoya | Michael Schumacher | Michael Schumacher | Ferrari          | Detalhes  |
| 15 | GP da Itália       | Juan Pablo Montoya | Ralf Schumacher    | Juan Pablo Montoya | Williams-BMW     | Detalhes  |
| 16 | GP dos EUA         | Michael Schumacher | Juan Pablo Montoya | Mika Häkkinen      | McLaren-Mercedes | Detalhes  |
| 17 | GP do Japão        | Michael Schumacher | Ralf Schumacher    | Michael Schumacher | Ferrari          | Detalhes  |

### Classificação dos pilotos
| Pos | Piloto                | AUS | MAL | BRA | SMR | ESP | AUT | MON | CAN | EUR | FRA | GBR | GER | HUN | BEL | ITA | USA | JPN | Pontos |
| --- | --------------------- | --- | --- | --- | --- | --- | --- | --- | --- | --- | --- | --- | --- | --- | --- | --- | --- | --- | ------ |
| 1   | Michael Schumacher    | 1   | 1   | 2   | Ret | 1   | 2   | 1   | 2   | 1   | 1   | 2   | Ret | 1   | 1   | 4   | 2   | 1   | 123    |
| 2   | David Coulthard       | 2   | 3   | 1   | 2   | 5   | 1   | 5   | Ret | 3   | 4   | Ret | Ret | 3   | 2   | Ret | 3   | 3   | 65     |
| 3   | Rubens Barrichello    | 3   | 2   | Ret | 3   | Ret | 3   | 2   | Ret | 5   | 3   | 3   | 2   | 2   | 5   | 2   | 15  | 5   | 56     |
| 4   | Ralf Schumacher       | Ret | 5   | Ret | 1   | Ret | Ret | Ret | 1   | 4   | 2   | Ret | 1   | 4   | 7   | 3   | Ret | 6   | 49     |
| 5   | Mika Häkkinen         | Ret | 6   | Ret | 4   | 9   | Ret | Ret | 3   | 6   | DNS | 1   | Ret | 5   | 4   | Ret | 1   | 4   | 37     |
| 6   | Juan Pablo Montoya    | Ret | Ret | Ret | Ret | 2   | Ret | Ret | Ret | 2   | Ret | 4   | Ret | 8   | Ret | 1   | Ret | 2   | 31     |
| 7   | Jacques Villeneuve    | Ret | Ret | 7   | Ret | 3   | 8   | 4   | Ret | 9   | Ret | 8   | 3   | 9   | 8   | 6   | Ret | 10  | 12     |
| 8   | Nick Heidfeld         | 4   | Ret | 3   | 7   | 6   | 9   | Ret | Ret | Ret | 6   | 6   | Ret | 6   | Ret | 11  | 6   | 9   | 12     |
| 9   | Jarno Trulli          | Ret | 8   | 5   | 5   | 4   | DSQ | Ret | 11  | Ret | 5   | Ret | Ret | Ret | Ret | Ret | 4   | 8   | 12     |
| 10  | Kimi Räikkönen        | 6   | Ret | Ret | Ret | 8   | 4   | 10  | 4   | 10  | 7   | 5   | Ret | 7   | DNS | 7   | Ret | Ret | 9      |
| 11  | Giancarlo Fisichella  | 13  | Ret | 6   | Ret | 14  | Ret | Ret | Ret | 11  | 11  | 13  | 4   | Ret | 3   | 10  | 8   | Ret | 8      |
| 12  | Eddie Irvine          | 10  | Ret | Ret | Ret | Ret | 7   | 3   | Ret | 7   | Ret | 9   | Ret | Ret | DNS | Ret | 5   | Ret | 6      |
| 13  | Heinz-Harald Frentzen | 5   | 4   | 11  | 6   | Ret | Ret | Ret | DNP | Ret | 8   | 7   |     | Ret | 9   | Ret | 10  | 12  | 6      |
| 14  | Olivier Panis         | 7   | Ret | 4   | 8   | 7   | 5   | Ret | Ret | Ret | 9   | Ret | 7   | Ret | 11  | 9   | 11  | 13  | 5      |
| 15  | Jean Alesi            | 9   | 9   | 7   | 9   | 10  | 10  | 6   | 5   | 15  | 12  | 11  | 6   | 10  | 6   | 8   | 7   | Ret | 5      |
| 16  | Pedro de la Rosa      |     |     |     |     | Ret | Ret | Ret | 6   | 8   | 14  | 12  | Ret | 11  | Ret | 5   | 12  | Ret | 3      |
| 17  | Jenson Button         | 14  | 11  | 10  | 12  | 15  | Ret | 7   | Ret | 13  | 16  | 15  | 5   | Ret | Ret | Ret | 9   | 7   | 2      |
| 18  | Jos Verstappen        | 11  | 7   | Ret | Ret | 12  | 6   | 8   | 10  | Ret | 13  | 10  | 9   | 12  | 10  | Ret | Ret | 14  | 1      |
| 19  | Ricardo Zonta         |     |     |     |     |     |     |     | 7   |     |     |     | Ret |     |     |     |     |     | 0      |
| 20  | Luciano Burti         | 8   | 10  | Ret | 11  | 11  | 11  | Ret | 8   | 12  | 10  | Ret | Ret | Ret | DNS |     |     |     | 0      |
| 21  | Enrique Bernoldi      | Ret | Ret | Ret | 10  | Ret | Ret | 9   | Ret | Ret | Ret | 14  | 8   | Ret | 12  | Ret | 13  | 15  | 0      |
| 22  | Tarso Marques         | Ret | 14  | 9   | Ret | 16  | Ret | Ret | 9   | Ret | 15  | DNQ | Ret | Ret | 13  |     |     |     | 0      |
| 23  | Fernando Alonso       | 12  | 13  | Ret | Ret | 13  | Ret | Ret | Ret | 14  | 17  | 16  | 10  | Ret | DNS | 13  | Ret | 11  | 0      |
| 24  | Tomáš Enge            |     |     |     |     |     |     |     |     |     |     |     |     |     |     | 12  | 14  | Ret | 0      |
| 25  | Gastón Mazzacane      | Ret | 12  | Ret | Ret |     |     |     |     |     |     |     |     |     |     |     |     |     | 0      |
| 26  | Alex Yoong            |     |     |     |     |     |     |     |     |     |     |     |     |     |     | Ret | Ret | 16  | 0      |
| Pos | Piloto                | AUS | MAL | BRA | SMR | ESP | AUT | MON | CAN | EUR | FRA | GBR | GER | HUN | BEL | ITA | USA | JPN | Pontos |

| Cor        | Resultado             |
| ---------- | --------------------- |
| Ouro       | Vencedor              |
| Prata      | 2.º lugar             |
| Bronze     | 3.º lugar             |
| Verde      | Terminou, nos pontos  |
| Azul       | Terminou, sem pontos  |
| Púrpura    | Ret – Retirou-se      |
| Vermelho   | NQ – Não qualificado  |
| Preto      | DSQ – Desqualificado  |
| Branco     | NL – Não largou       |
| Branco     | C – Corrida cancelada |
| Azul claro | AT – Apenas Treino    |
| Sem cor    | NP – Não participou   |
| Sem cor    | Les – Lesionado       |
| Sem cor    | EX – Excluído         |

### Pilotos
| Pos | Piloto                | Construtor(es)   | Corridas | Vitórias | Pódiuns | Poles | V.rápidas | Subtotal de Pontos | Total de Pontos |
| --- | --------------------- | ---------------- | -------- | -------- | ------- | ----- | --------- | ------------------ | --------------- |
| 1   | Michael Schumacher    | Ferrari          | 17       | 9        | 14      | 11    | 3         | 123                | 123             |
| 2   | David Coulthard       | McLaren-Mercedes | 17       | 2        | 10      | 2     | 3         | 65                 | 65              |
| 3   | Rubens Barrichello    | Ferrari          | 17       | 0        | 10      | 0     | 0         | 56                 | 56              |
| 4   | Ralf Schumacher       | Williams-BMW     | 17       | 3        | 5       | 1     | 5         | 49                 | 49              |
| 5   | Mika Häkkinen         | McLaren-Mercedes | 16       | 2        | 3       | 0     | 3         | 37                 | 37              |
| 6   | Juan Pablo Montoya    | Williams-BMW     | 17       | 1        | 4       | 3     | 3         | 31                 | 31              |
| 7   | Jacques Villeneuve    | BAR-Honda        | 17       | 0        | 2       | 0     | 0         | 12                 | 12              |
| 8   | Nick Heidfeld         | Sauber-Petronas  | 17       | 0        | 1       | 0     | 0         | 12                 | 12              |
| 9   | Jarno Trulli          | Jordan-Honda     | 17       | 0        | 0       | 0     | 0         | 12                 | 12              |
| 10  | Kimi Räikkönen        | Sauber-Petronas  | 17       | 0        | 0       | 0     | 0         | 9                  | 9               |
| 11  | Giancarlo Fisichella  | Benetton-Renault | 17       | 0        | 1       | 0     | 0         | 8                  | 8               |
| 12  | Eddie Irvine          | Jaguar-Cosworth  | 17       | 0        | 1       | 0     | 0         | 6                  | 6               |
| 13  | Heinz-Harald Frentzen | Jordan-Honda     | 11       | 0        | 0       | 0     | 0         | 6                  | 6               |
| 13  | Heinz-Harald Frentzen | Prost-Acer       | 5        | 0        | 0       | 0     | 0         | 0                  | 6               |
| 14  | Olivier Panis         | BAR-Honda        | 17       | 0        | 0       | 0     | 0         | 5                  | 5               |
| 15  | Jean Alesi            | Jordan-Honda     | 5        | 0        | 0       | 0     | 0         | 1                  | 5               |
| 15  | Jean Alesi            | Prost-Acer       | 12       | 0        | 0       | 0     | 0         | 4                  | 5               |
| 16  | Pedro de la Rosa      | Jaguar-Cosworth  | 13       | 0        | 0       | 0     | 0         | 3                  | 3               |
| 17  | Jenson Button         | Benetton-Renault | 17       | 0        | 0       | 0     | 0         | 2                  | 2               |
| 18  | Jos Verstappen        | Arrows-Asiatech  | 17       | 0        | 0       | 0     | 0         | 1                  | 1               |
| 19  | Ricardo Zonta         | Jordan-Honda     | 2        | 0        | 0       | 0     | 0         | 0                  | 0               |
| 20  | Luciano Burti         | Jaguar-Cosworth  | 4        | 0        | 0       | 0     | 0         | 0                  | 0               |
| 20  | Luciano Burti         | Prost-Acer       | 10       | 0        | 0       | 0     | 0         | 0                  | 0               |
| 21  | Enrique Bernoldi      | Arrows-Asiatech  | 17       | 0        | 0       | 0     | 0         | 0                  | 0               |
| 22  | Tarso Marques         | Minardi-European | 13       | 0        | 0       | 0     | 0         | 0                  | 0               |
| 23  | Fernando Alonso       | Minardi-European | 17       | 0        | 0       | 0     | 0         | 0                  | 0               |
| 24  | Tomáš Enge            | Prost-Acer       | 3        | 0        | 0       | 0     | 0         | 0                  | 0               |
| 25  | Gastón Mazzacane      | Prost-Acer       | 4        | 0        | 0       | 0     | 0         | 0                  | 0               |
| 26  | Alex Yoong            | Minardi-European | 3        | 0        | 0       | 0     | 0         | 0                  | 0               |

### Classificação dos construtores
| Pos | Construtor               | No. | AUS | MAL | BRA | SMR | ESP | AUT | MON | CAN | EUR | FRA | GBR | GER | HUN | BEL | ITA | USA | JPN | Pontos |
| --- | ------------------------ | --- | --- | --- | --- | --- | --- | --- | --- | --- | --- | --- | --- | --- | --- | --- | --- | --- | --- | ------ |
| 1   | Ferrari                  | 1   | 1   | 1   | 2   | Ret | 1   | 2   | 1   | 2   | 1   | 1   | 2   | Ret | 1   | 1   | 4   | 2   | 1   | 179    |
| 1   | Ferrari                  | 2   | 3   | 2   | Ret | 3   | Ret | 3   | 2   | Ret | 5   | 3   | 3   | 2   | 2   | 5   | 2   | 15  | 5   | 179    |
| 2   | McLaren-Mercedes         | 3   | 2   | 3   | 1   | 2   | 5   | 1   | 5   | Ret | 3   | 4   | Ret | Ret | 3   | 2   | Ret | 3   | 3   | 102    |
| 2   | McLaren-Mercedes         | 4   | Ret | 6   | Ret | 4   | 9   | Ret | Ret | 3   | 6   | DNS | 1   | Ret | 5   | 4   | Ret | 1   | 4   | 102    |
| 3   | Reino Unido Williams-BMW | 5   | Ret | 5   | Ret | 1   | Ret | Ret | Ret | 1   | 4   | 2   | Ret | 1   | 4   | 7   | 3   | Ret | 6   | 80     |
| 3   | Reino Unido Williams-BMW | 6   | Ret | Ret | Ret | Ret | 2   | Ret | Ret | Ret | 2   | Ret | 4   | Ret | 8   | Ret | 1   | Ret | 2   | 80     |
| 4   | Sauber-Petronas          | 16  | 4   | Ret | 3   | 7   | 6   | 9   | Ret | Ret | Ret | 6   | 6   | Ret | 6   | Ret | 11  | 6   | 9   | 21     |
| 4   | Sauber-Petronas          | 17  | 6   | Ret | Ret | Ret | 8   | 4   | 10  | 4   | 10  | 7   | 5   | Ret | 7   | DNS | 7   | Ret | Ret | 21     |
| 5   | Jordan-Honda             | 11  | 5   | 4   | 11  | 6   | Ret | Ret | Ret | 7   | Ret | 8   | 7   | Ret | Ret | Ret | Ret | 4   | 8   | 19     |
| 5   | Jordan-Honda             | 12  | Ret | 8   | 5   | 5   | 4   | DSQ | Ret | 11  | Ret | 5   | Ret | Ret | 10  | 6   | 8   | 7   | Ret | 19     |
| 6   | BAR-Honda                | 9   | 7   | Ret | 4   | 8   | 7   | 5   | Ret | Ret | Ret | 9   | Ret | 7   | Ret | 11  | 9   | 11  | 13  | 17     |
| 6   | BAR-Honda                | 10  | Ret | Ret | 7   | Ret | 3   | 8   | 4   | Ret | 9   | Ret | 8   | 3   | 9   | 8   | 6   | Ret | 10  | 17     |
| 7   | Benetton-Renault         | 7   | 13  | Ret | 6   | Ret | 14  | Ret | Ret | Ret | 11  | 11  | 13  | 4   | Ret | 3   | 10  | 8   | 17  | 10     |
| 7   | Benetton-Renault         | 8   | 14  | 11  | 10  | 12  | 15  | Ret | 7   | Ret | 13  | 16  | 15  | 5   | Ret | Ret | Ret | 9   | 7   | 10     |
| 8   | Jaguar-Cosworth          | 18  | 11  | Ret | Ret | Ret | Ret | 7   | 3   | Ret | 7   | Ret | 9   | Ret | Ret | DNS | Ret | 5   | Ret | 9      |
| 8   | Jaguar-Cosworth          | 19  | 8   | 10  | Ret | 11  | Ret | Ret | Ret | 6   | 8   | 14  | 12  | Ret | 11  | Ret | 5   | 12  | Ret | 9      |
| 9   | Prost-Acer               | 22  | 9   | 9   | 8   | 9   | 10  | 10  | 6   | 5   | 15  | 12  | 11  | 6   | Ret | 9   | Ret | 10  | 12  | 4      |
| 9   | Prost-Acer               | 23  | Ret | 12  | Ret | Ret | 11  | 11  | Ret | 8   | 12  | 10  | Ret | Ret | Ret | DNS | 12  | 14  | Ret | 4      |
| 10  | Arrows-Asiatech          | 14  | 10  | 7   | Ret | Ret | 12  | 6   | 8   | 10  | Ret | 13  | 10  | 9   | 12  | 10  | Ret | Ret | 15  | 1      |
| 10  | Arrows-Asiatech          | 15  | Ret | Ret | Ret | 10  | Ret | Ret | 9   | Ret | Ret | Ret | 14  | 8   | Ret | 12  | Ret | 13  | 14  | 1      |
| 11  | Minardi-European         | 20  | Ret | 14  | 9   | Ret | 16  | Ret | Ret | 9   | Ret | 15  | DNQ | Ret | Ret | 13  | Ret | Ret | 16  | 0      |
| 11  | Minardi-European         | 21  | 12  | 13  | Ret | Ret | 13  | Ret | Ret | Ret | 14  | 17  | 16  | 10  | Ret | DNS | 13  | Ret | 11  | 0      |
| Pos | Piloto                   | No. | AUS | MAL | BRA | SMR | ESP | AUT | MON | CAN | EUR | FRA | GBR | GER | HUN | BEL | ITA | USA | JPN | Pontos |

| Cor        | Resultado             |
| ---------- | --------------------- |
| Ouro       | Vencedor              |
| Prata      | 2.º lugar             |
| Bronze     | 3.º lugar             |
| Verde      | Terminou, nos pontos  |
| Azul       | Terminou, sem pontos  |
| Púrpura    | Ret – Retirou-se      |
| Vermelho   | NQ – Não qualificado  |
| Preto      | DSQ – Desqualificado  |
| Branco     | NL – Não largou       |
| Branco     | C – Corrida cancelada |
| Azul claro | AT – Apenas Treino    |
| Sem cor    | NP – Não participou   |
| Sem cor    | Les – Lesionado       |
| Sem cor    | EX – Excluído         |

### Construtores
| Pos | Construtor | Chassis    | Motor                                       | Pneus | Pontos | Vitórias | Pódiums | Poles |
| --- | ---------- | ---------- | ------------------------------------------- | ----- | ------ | -------- | ------- | ----- |
| 1   | Ferrari    | F2001      | Ferrari 050 V10                             | B     | 179    | 9        | 24      | 11    |
| 2   | McLaren    | MP4-16     | Mercedes Benz FO110K V10                    | B     | 102    | 4        | 13      | 2     |
| 3   | Williams   | FW23       | BMW P80 V10                                 | M     | 80     | 4        | 9       | 4     |
| 4   | Sauber     | C20        | Petronas 01A (Ferrari Type 049C rebatizado) | B     | 21     |          | 1       |       |
| 5   | Jordan     | EJ11       | Honda RA001E V10                            | B     | 19     |          |         |       |
| 6   | BAR        | 003        | Honda RA001E V10                            | B     | 17     |          | 2       |       |
| 7   | Benetton   | B201       | Renault RS21 V10                            | M     | 10     |          | 1       |       |
| 8   | Jaguar     | R2         | Ford Cosworth CR-3 V10                      | M     | 9      |          | 1       |       |
| 9   | Prost      | AP04       | Acer (Ferrari Type 049C rebatizado)         | M     | 4      |          |         |       |
| 10  | Arrows     | A22        | Asiatech 001 (Peugeot rebatizado)           | B     | 1      |          |         |       |
| 11  | Minardi    | PS01 PS01B | European (Ford Zetec-R rebatizado)          | M     | 0      |          |         |       |